# Lehtinen (Kotka)
Pour les articles homonymes, voir Lehtinen.
Lehtinen est une île de l'archipel de Kotka dans le golfe de Finlande en Finlande.

## Géographie
Lehtinen a une superficie de 65,8 hectares et sa plus grande longueur est de 1,5 kilomètre dans la direction Nord-ouest-Sud-est.
Lehtinen est séparée de  Maijansaari par un canal étroit.
Elle est voisine d'Hevossaari et de Mussalo.